# پژوهش کاربردی
پژوهش کاربردی یک نوع پژوهش است که در راستای عمل و نیازهای جوامع و بشریت به‌انجام می‌رسد. این نوع پژوهش در مقابل پژوهش بنیادی قرار دارد و به یک معنا مترتب بر آن است. یعنی هر پژوهشی کاربردی نیازمند پیش زمینه‌ای چون پژوهش بنیادی است. اما این‌گونه نیست که هر پژوهش بنیادی لزوماً کاربردی باشد. همچنین این نوع پژوهش خود دارای انواعی است که به‌عقیده برخی پژوهش تطبیقی (Comparative research) در ذیل آن قرار می‌گیرد.